# 大青山战斗遗址
大青山战斗遗址，即大青山烈士陵园，位于山东省临沂市沂南县双堠镇东、西梭庄村之间，建于1944年，占地面积16700平方米。1977年12月23日，“大青山战斗遗址”被公布为山东省文物保护单位。2019年10月7日，包括抗大一分校旧址和大青山战斗遗址在内的“临沂大青山突围战遗址”被公布为第八批全国重点文物保护单位。